# 駿遠
駿遠（すんえん）は、日本の地名。
- 駿河国と遠江国の2国（いずれも現在の静岡県）の総称。静岡県はこの2国のほかに伊豆国が含まれる。伊豆も含めた総称は「駿遠豆」（すんえんず）と表記される[1]
- 狭義として、駿河国と遠江国の旧国境周辺、すなわち大井川を挟む周辺地域を指す。民間企業名などに用例がある。行政上はほぼ用いられないが、静岡県立吉田特別支援学校駿遠分教室[2]（島田市）の例がある。